# Jo Dee Messina
Jo Dee Marie Messina (Holliston, Massachusetts, 25 agosto 1970) è una cantante country statunitense di origine italiana.
Artista di discreto successo con oltre 10 anni di carriera e 2 album certificati dischi di platino negli USA. È conosciuta per la sua personalità fiera e per aver fatto un bel po' di gavetta prima di arrivare al successo nel 1996.

## Biografia
All'età di 19 anni Jo Dee si trasferisce a Nashville e comincia ad esibirsi nei locali della città, dove incontra anche un certo Tim McGraw che poi diventerà un suo grande amico e un famosissimo cantante country.
Nel 1994 Jo Dee viene messa sotto contratto dalla RCA che ben presto la scarta. Dopo varie audizioni, è la Curb Records ad assicurarsi il suo talento.
Nel 1996 esce il suo album di debutto Jo Dee Messina che, pur non colpendo subito il pubblico, riesce a vendere quasi mezzo milione di copie.
Due anni dopo è il momento di I'm Alright, tutt'oggi il suo più grande successo. Canzoni come Bye Bye,  I'm Alright, Lesson In Leavin, Stand Beside Me e Because You Love Me balzano subito in testa alle classifiche e le fanno guadagnare alcuni premi musicali. L'album viene certificato due volte disco di platino.
Il terzo album della Messina esce nel 2000 e s'intitola Burn. Tre canzoni estratte dall'album quali That's The Way, Burn e Downtime ottengono un così grande successo che a due anni dall'uscita dell'album, la casa discografica lancia il quarto singolo Bring On The Rain in cui Jo Dee canta in coppia col suo amico Tim McGraw. Nel giro di un mese, la canzone raggiunge il primo posto nella classifica country diventando una delle canzoni più famose di entrambi gli artisti.
Alla fine dell'anno 2002 Jo Dee lancia l'album natalizio A Joyful Noise e torna in studio per registrare nuovo materiale. Nel 2003 l'album è quasi pronto ed esce il primo singolo Was That My Life che vende poco e raggiunge solo il ventunesimo posto in classifica. A questo punto la casa discografica, per prendere tempo, decide di lanciare una collezione dei suoi più grandi successi. Il Greatest Hits è anticipato dal singolo I Wish che diventa un discreto successo.
Avendo un altro anno a disposizione per registrare nuove canzoni, Jo Dee si circonda di numerosi produttori e spesso prende lei l'iniziativa scrivendo e cantando dei pezzi con la sola chitarra. Alla fine del 2004 il nuovo attesissimo album è pronto e si decide di lanciarlo in primavera. Il primo singolo My Give A Damn's Busted la riporta finalmente in vetta alla classifica per ben tre settimane. Il quarto album è intitolato Delicious Surprise ed esce il 25 aprile del 2005 debuttando più alto che mai al settimo posto della classifica ufficiale degli album e al primo di quella country vendendo oltre 100 000 copie nella prima settimana. Peccato che i singoli successivi Delicious Surprise (I Believe It), Not Going Down e It's Too Late To Worry non hanno un gran successo, cosa che costringe l'album a vendere solo mezzo milione di copie.
Al di fuori dei confini statunitensi, la cantante non è molto conosciuta e la poca visibilità ha costretto la casa discografica a non commercializzare i suoi album in Europa. Con Delicious Surprise, la Curb Records ha deciso diversamente e l'album è acquistabile in alcuni paesi europei. Il 5 gennaio 2007, la Messina ha portato il suo tour in Italia, terra d'origine dei suoi nonni, dove ha cantato le sue hits per i soldati americani e italiani stanziati nelle basi militari di Napoli, Venezia e Vicenza. Il 9 luglio 2007, è uscito negli Stati Uniti il nuovo singolo della cantante intitolato Biker Chick. L'uscita dell'album Unmistakable era prevista per la fine del 2007 ma i risultati deludenti del singolo hanno costretto la casa discografica a cancellare la release.
Il 28 febbraio 2008 la cantante ci ha riprovato con I'm Done che, pur facendo meglio del singolo precedente, ha raggiunto solo la posizione numero 34 nelle radio country.
Il 19 gennaio 2009 è nato il suo primo figlio, avuto con il marito Chris Deffenbaugh, sposato nel 2007. Il 24 marzo del 2009 è uscito il terzo singolo Shine. Insoddisfatti dei risultati radiofonici del singolo, i discografici decidono di pubblicare tre EP invece dell'album di studio Unmistakable.
Nel dicembre 2012 Jo Dee lascia la Curb Record dopo 18 anni ed inizia a lavorare al quinto album di studio intitolato semplicemente Me, in uscita il 18 marzo 2014.

## Discografia
Album in studio
- 1996 – Jo Dee Messina
- 1998 – I'm Alright
- 2000 – Burn
- 2005 – Delicious Surprise
- 2014 – Me

Album natalizio
- 2002 – A Joyful Noise

Raccolte
- 2003 – Greatest Hits

EP
- 2010 – Unmistakable: Love
- 2010 – Unmistakable: Drive
- 2010 – Unmistakable: Inspiration

Singoli
- 1996 – Heads, Carolina, Tails California
- 1996 – You're Not in Kansas Anymore
- 1996 – Do You Wanna Make Something of It?
- 1997 – He'd Never Seen Julie Cry
- 1998 – Bye, Bye
- 1998 – I'm Alright
- 1998 – Stand Beside Me
- 1999 – Lesson in Leavin'
- 1999 – Because You Love Me
- 2000 – That's The Way
- 2000 – Burn
- 2001 – Downtime
- 2001 – Bring on the Rain
- 2002 – Dare to Dream
- 2003 – Was That My Life
- 2003 – I Wish
- 2005 – My Give a Damn's Busted"
- 2005 – Delicious Surprise (I Believe It)
- 2005 – Not Going Down
- 2006 – It's Too Late To Worry
- 2007 – Biker Chick
- 2008 – I'm Done
- 2009 – Shine
- 2010 – That's God
- 2011 – Carry Me
- 2013 – Unbreakable
- 2013 – Peace Sign
- 2014 – A Woman's Rant
- 2014 – He's Messed Up
- 2015 – Will You Love Me
- 2016 – Noel
- 2018 – Bigger Than This
- 2018 – Reckless Love
- 2023 – Just to Be Loved